# ヴィンコヴツィ
ヴィンコヴツィ（クロアチア語: Vinkovci, ハンガリー語: Vinkovce, ドイツ語: Winkowitz, ラテン語: Cibalis）は、クロアチア東部ヴコヴァル＝スリイェム郡の都市および基礎自治体である。人口は2001年の国勢調査で35,912人で、ヴコヴァル＝スリイェム郡では一番人口が多い都市である。クロアチア鉄道の輸送拠点の一つで、セルビア方面へ向かう路線が経由する。

## 地勢
ヴィンコヴツィはスラヴォニア地方東部に位置し、郡都ヴコヴァルの南西19km、ジュパニャの北24km、オシエクの南43kmの地点にある。ボスットゥ川に沿った平地に開け標高は90mで穏やかな大陸性気候である。

## 歴史
ヴィンコヴツィはすでに新石器時代頃には人が住み始めていたとされ、青銅器時代にはソポト文化（Sopot）と呼ばれる文化が形作られていた。イリュリア人たちが居住するようになるが、ケルト人たちとの争いも起こる。その後、ローマ帝国によって属州パンノニアとして支配され、ローマ都市キバリスまたはキバラエ(Cibalis,Cibalae)として知られていた。ローマ皇帝ウァレンティニアヌス1世やウァレンスの生誕地でもある。しかし378年には西ゴート族により都市は破壊されてしまう。その後も、フン族やゲピド族、東ゴート族、アヴァール人などにより破壊された。
スラヴ人の流入によって居住地が形成されるようになり、11世紀よりハンガリーの歴史書に言及され始め1242年にモンゴルにより侵略される。村が現在の名称であるヴィンコやヴィンコヴツィで言及され始めたのもこの頃である。1527年からはオスマン帝国によって支配されるようになり、オスマン支配は1687年まで続いた。カルロヴィッツ条約によって1699年以降はハプスブルク君主国の支配に移行する。その後は交通の要衝として地理的な立地の良さから再び発展し、ハプスブルクによる支配は1918年まで続く。
1941年から1945年まではクロアチア独立国の領域で、1944年4月17日より連合国より交通の要衝であることから激しい空爆を受ける。第二次世界大戦後は大過なく過ぎて行くが、20世紀も終盤に差し掛かる1990年になると再び歴史的に大きな影響を受けることになる。1990年に始まったクロアチア紛争ではクライナ・セルビア人共和国とクロアチア共和国との間の前線に近いことから多大な被害を受けた。周辺の村を始め、都市中心部の重要な施設や工場などの施設は軒並み被害を受け経済活動にも打撃を受け、紛争は嵐作戦によって終結する。1995年12月から1996年12月までヴィンコヴツィ駅はボスニア・ヘルツェゴビナ紛争関連の和平履行部隊ため荷役の基地として使われた。

## 文化
ヴィンコヴツィの文化財で注目されるのは1100年からのプレ・ロマネスク様式のメラヤ教会（Meraja）とカールマーン、ラースロー1世の紋章で中世クロアチアの文化的にもっとも重要な記念物である。秋にはスラヴォニアでも大きなイベントであるVinkovačke Jeseniが開催され、スラヴォニアの民族舞踊が披露され、伝統的な衣装やオリジナルのパフォーマンスが見られる他、地域の伝統的な食材を楽しめたり壮大なパレードが行われる。

## 経済
ヴィンコヴィツィの経済は交易の他、交通、食品加工、金属加工などを基礎としている。工業は食品の他にも建材や木材、家具材、皮革、織物なども生産されている。周辺は豊かな農産地や畜産地が広がっており、品種改良の中心地でもある。

## 交通
ヴィンコヴツィはクロアチア東部の鉄道の輸送拠点でボスニア・ヘルツェゴビナやハンガリー、ザグレブやベオグラードからやって来る路線が交わる場所で、ザグレブについで2番目に大きな規模を誇る拠点である。幹線道路も交わる場所で、ポサヴィナとポドラヴィナを結ぶ幹線道路D55号線と地域の道路が交差する。ヴィンコヴツィは『オリエント急行殺人事件』の舞台になった場所でもある。

## ゆかりの人物
- マリオ・カスン -　バスケットボール選手
- ミルコ・クロコップ -　総合格闘家
- ドゥイェ・チョプ - サッカー選手
- ダニエル・リュボヤ - サッカー選手

## 姉妹都市
- カンポノガーラ、イタリア
- エメンディンゲン、ドイツ
- オフリド、マケドニア
- コプリヴニツァ、クロアチア
- キシュペシュト（ブダペスト）、ハンガリー
- シロキ・ブリイェグ、ボスニア・ヘルツェゴビナ